# Parc Nacional de Gunung Leuser
El Parc Nacional de Gunung Leuser és un parc nacional que abasta 7.927 km² al nord de Sumatra, Indonèsia, a cavall de les províncies de Sumatra septentrional i Aceh, que corresponen a una quarta part i tres quartes parts de la porció respectivament. El parc nacional es va establir a la serralada Barisan, porta el nom de Muntanya Leuser (3.119 m), i protegeix una àmplia gamma d'ecosistemes. El santuari d'orangutans a Bukit Lawang es troba dins del parc. Juntament amb els parcs nacionals de Bukit Barisan Selatan, el Kerinci Seblat, i la selva tropical de Sumatra, està inscrita en la llista del Patrimoni de la Humanitat de la UNESCO des del 2004.
El parc nacional té una superfície de 2.500.000 hectàrees i comprèn els tres parcs nacionals de Gunung Leuser, Kerinci Seblat i Bukit Barisan Selatan. Ofereix possibilitats òptimes per a la conservació a llarg termini de la fauna i la flora específiques de Sumatra, compreses moltes espècies en perill d'extinció. A l'àrea protegida hi viuen unes 10.000 espècies vegetals, de les que 17 són endèmiques, així com més de 200 espècies de mamífers i unes 580 espècies de aus, de les que 465 són residents i 21 endèmiques. Entre els mamífers, hi ha 22 espècies asiàtiques que només es troben a l'arxipèlag indonesi i 15 que són exclusives de la regió, en particular, l'orangutan de Sumatra. El paisatge del lloc aporta a més un testimoni biogeogràfic de l'evolució de l'illa.

## Galeria d'imatges

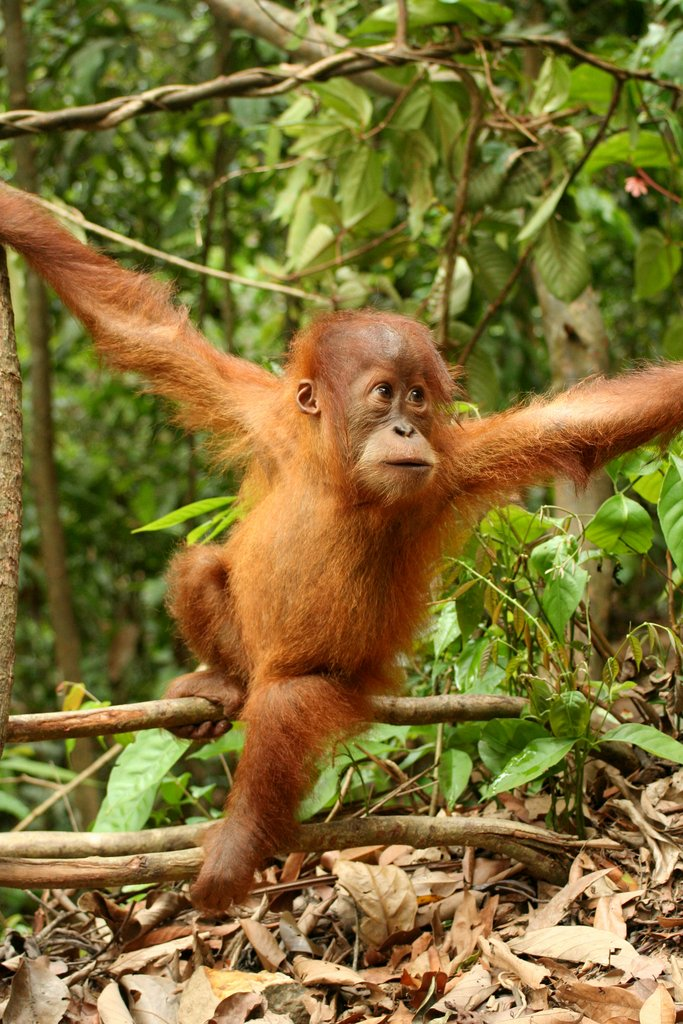
Orangutan jove al parc
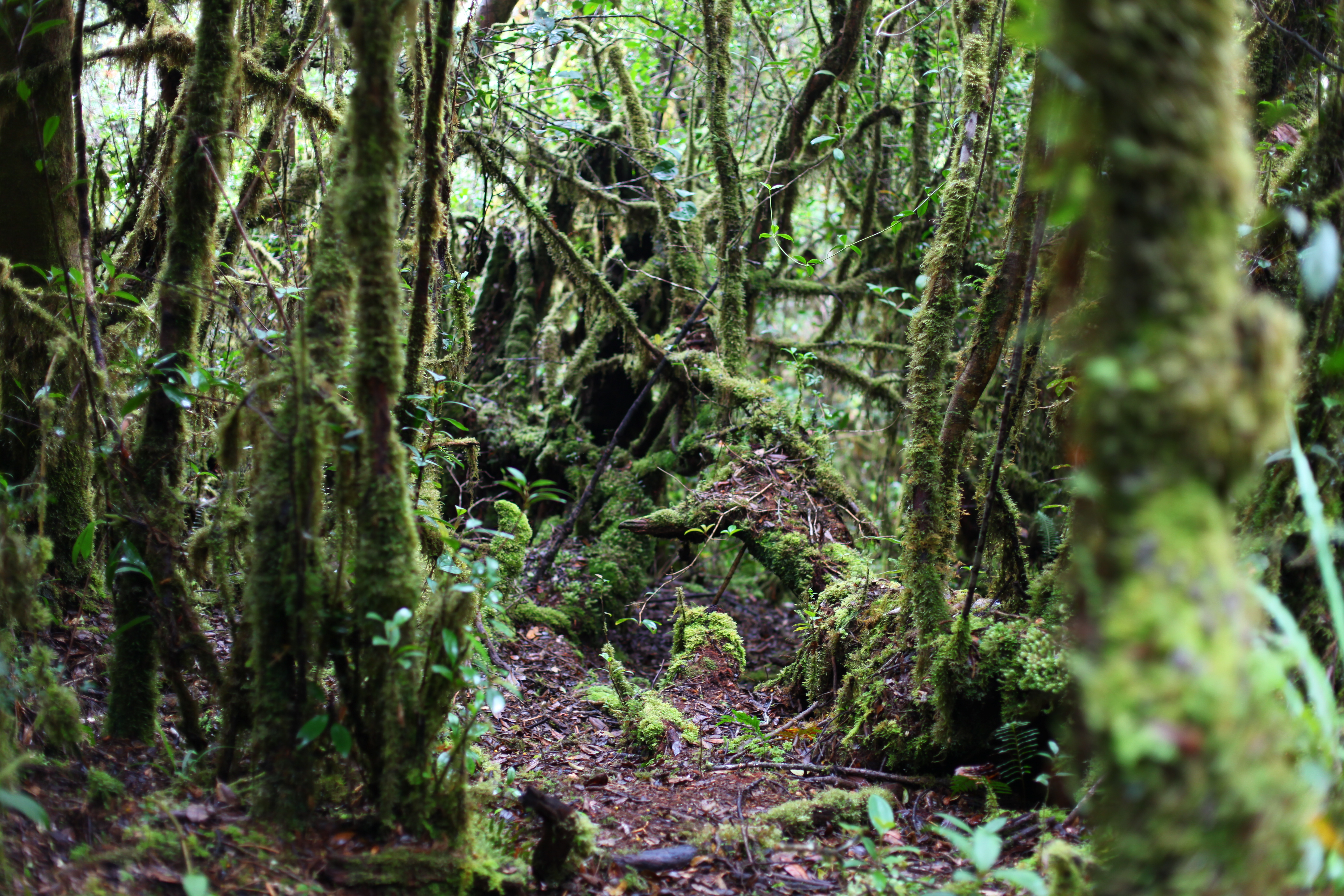
Camí al cim de la muntanya Kemiri
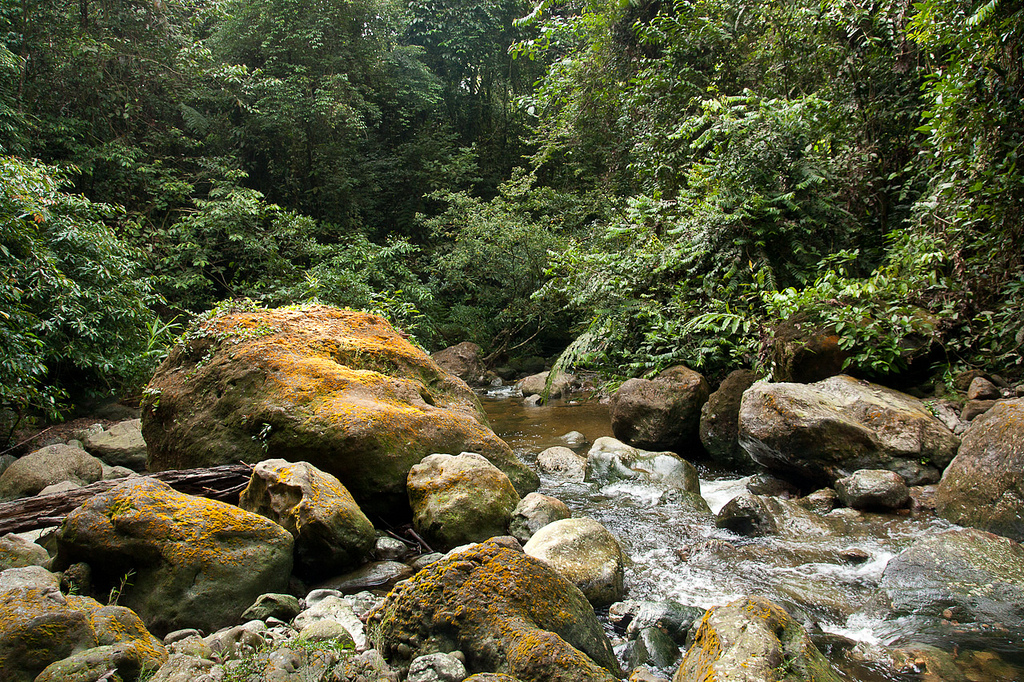
Riu Buluh
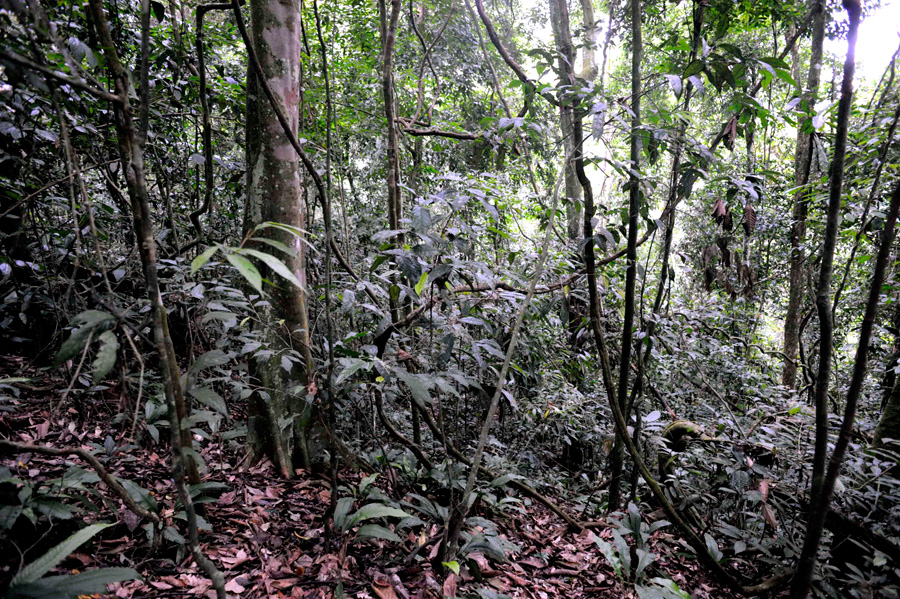
Vista de la jungla
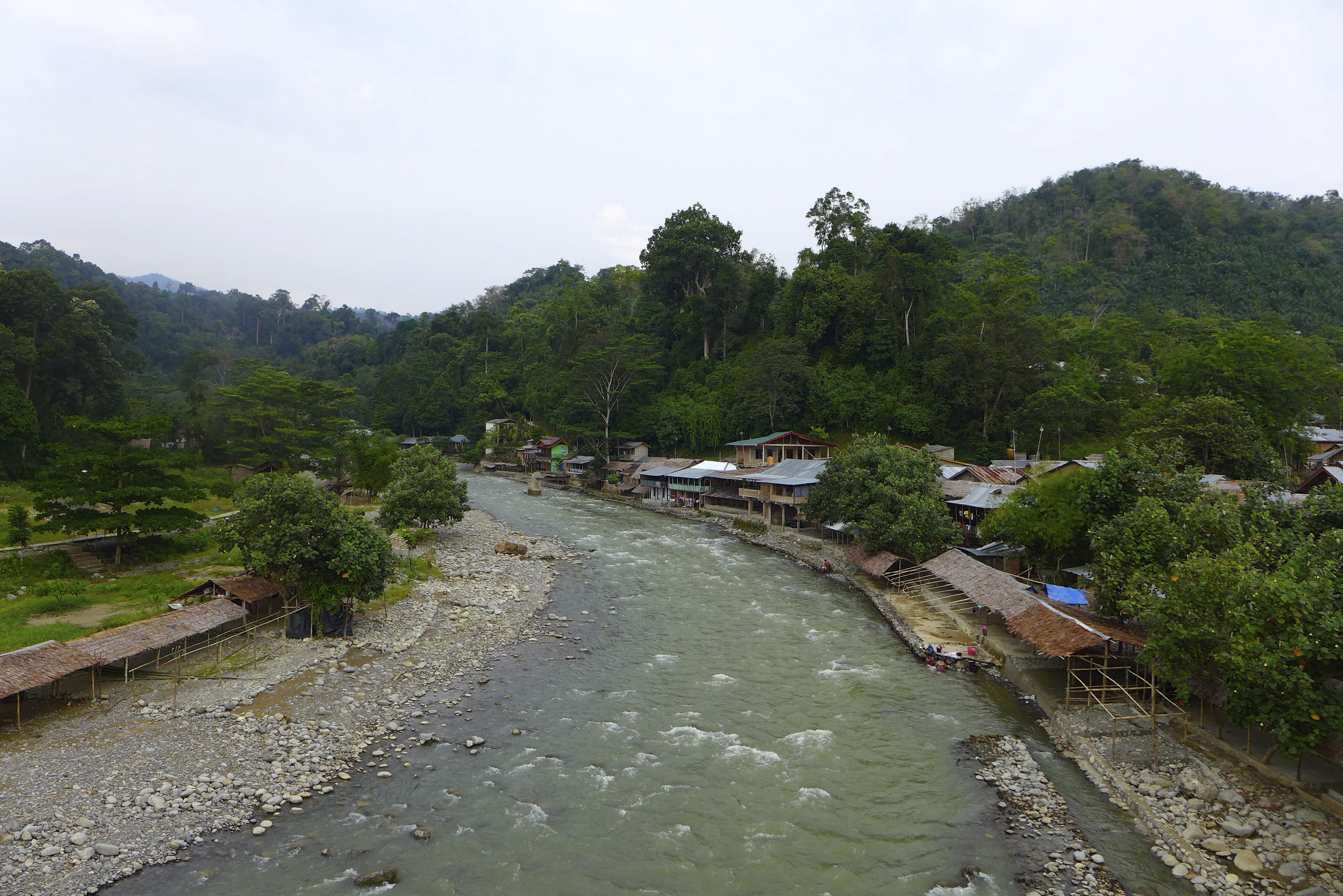
Vila turística
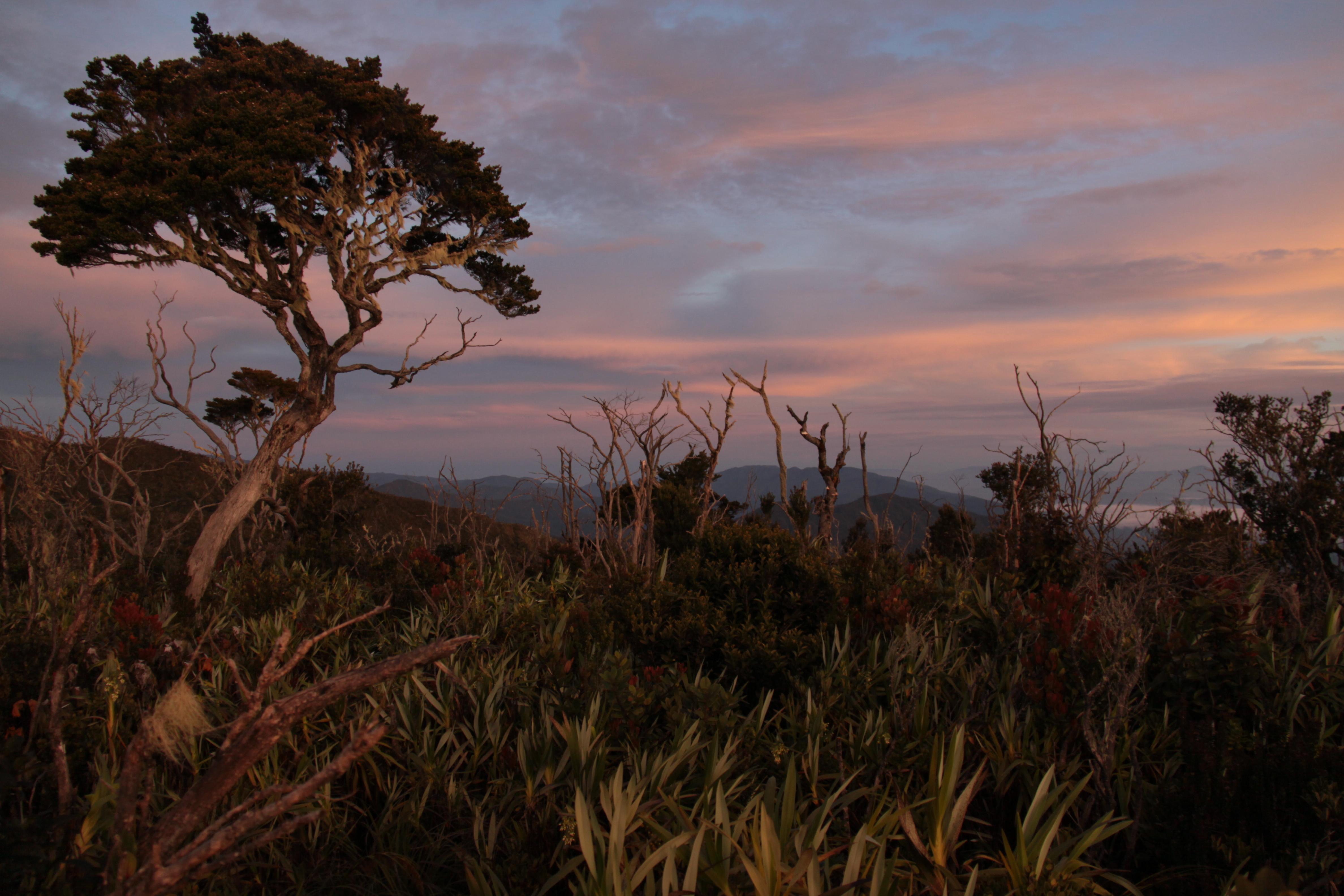
Paisatge a Mount Leuser